# Szymon Dobriolanus
Szymon Dobroilanus (zm. 1497 r.) – duchowny katolicki, biskup serecki. Prekonizowany na urząd 14 listopada 1484 r.